# Synnøve Anker Aurdal
Synnøve Anker Aurdal (Kristiania, 8 dicembre 1908 – Oslo, 2 aprile 2000) un'artista tessile norvegese.

## Biografia
Era figlia di Nils Botvid Anker (1878–1943) e Gudrun Nilssen (1875–1958), sorella del bibliotecario Øyvind Anker (1904–1989) e nipote del pedagogo Herman Anker (1839–1896). Sposò il pittore Leon Aurdal (1890-1949) nel 1944, ma rimase vedova nel 1949 e nello stesso anno sposò il pittore Ludvig Eikaas (1920–2010). Studiò privatamente a Lillehammer e in seguito frequentò l'istituto tecnico femminile (Statens lærerhøgskole i forming) di Oslo fra il 1932 e il 1934.
Nel 1941 espose per la prima le sue opere in una mostra all'Associazione degli artisti di Oslo. Fra le sue opere più celebri vi sono Flammedans del 1955, Blå rytmer del 1956 e Telegram del 1968. Nel 1958, vinse ex aequo il concorso per la decorazione tessile del Håkonshallen di Bergen. La sua opera Høyseteteppet (1958-1961) è esposta nel Håkonshallen insieme con opere degli artisti Sigrun Berg e Ludvig Eikaas.  Rappresentò la Norvegia alla Biennale di Venezia del 1982.
Ricevette numerosi premi e riconoscimenti: il Jacob-prisen nel 1967 e il Maihaugenprisen nel 1969. Nel 1978 ottenne l'Oslo bys kunstnerpris. Nel 1980 fu insignita dell'Ordine di Sant'Olav di I classe. Nel 1991, il re di Svezia le conferì la Prins Eugen-medaljen e il Consiglio delle Arti norvegese le assegnò il Norsk kulturråds ærespris. Nel 1980 fu insignita dell'Ordine di Sant'Olav di I classe.